# Saint-Flovier
Saint-Flovier è un comune francese di 638 abitanti situato nel dipartimento dell'Indre e Loira, nella regione del Centro-Valle della Loira.

## Società

### Evoluzione demografica
Abitanti censiti